# Карл XII
Карл XII (швед. Karl XII; 17 червня 1682 Стокгольм — 30 листопада 1718 біля Галдена) — король Швеції за часів Шведської імперії (1697—1718) та протектор Гетьманської України (1708—1718). 
Хоча Карл XII помер триста років тому, його ім'я не полишає сторінок історичних досліджень. Не припиняється потік його біографій, розпочатий 1731 року Вольтеровою «Історією Карла XII, короля шведів». За популярністю і відомістю серед своїх царствених сучасників — монархів першої половини XVIII століття він поступається хіба тільки французькому «королю-сонцю» Людовику XIV (1639—1715) та своєму військовому супернику, російському імператору Петру I (1672—1725).

## Життєпис
Син короля Швеції Карла XI та королеви Ульріки Елеонори Данської.
14 грудня 1697 року у Кафедральному соборі Стокгольма був коронований архієпископом Уппсальським Оловом Свебіліусом на короля Швеції, Готів та Венедів.

## Діяльність

### Велика Північна війна
Історія Карла XII нерозривно пов'язана з історією Великої Північної війни (1700—1721), яку Шведська імперія вела проти Данії-Норвегії, Московського царства, Речі Посполитої, Саксонії.
Коли Карл став королем, Балтійське море було фактично «шведським озером». Окрім власне Швеції, влада шведського короля поширювалася на Фінляндію, Південну Карелію, Естляндію, Лівонію, частину Померанії, Мекленбург, Бремен і спиралася на вишколену армію і кваліфіковану бюрократію — два інститути, що над їх створенням працював усе своє життя старий король Карл XI (1655—1697). Невдовзі його сину мали знадобитися й те, і друге, але армія особливо.

### Шведська армія
Шведська армія кінця XVII — початку XVIII ст. вважалася однією з найкращих у Європі. Вона налічувала до 80 тис. вояків і складалася з піхоти, кінноти та артилерії.

Р. Кньотель. Шведські війська доби Карла XII: артилерист, гренадер, драгун (1890)

Піхота поділялася на три основні види: мушкетери, гренадери та пікінери. Мушкетери становили основну масу піхоти й мали на озброєнні мушкети зразка 1698 року з багнетом. Мушкет калібру 20 мм важив 4,7 кг і мав прицільну відстань стрільби 200 м. Багнет мав довжину 45 см та вставлявся у дуло мушкета. Гренадери на додаток до мушкета мали підсумок із залізними гранатами. В той час, коли більшість європейських армій відмовилася від пікінерів, Шведська імперія залишила їх у своїй піхоті у великій кількості: співвідношення мушкетерів, гренадерів і пікінерів становило 7 : 1 : 4. Пікінер ніс піку завдовжки 5,5 м, а також був озброєний палашем завдовжки 90 см. Офіцери озброювалися еспонтоном, унтер-офіцери — алебардами. Вся піхота одягалася в синього кольору мундири з жовтим кантом, за винятком полків Jonkoping та Narke-Varmlands (червоний кант) і Vasterbottens (білий кант). Основною адміністративною одиницею в піхоті був полк. За штатом піхотний полк складався з 2 батальйонів (по 4 роти у кожному) і мав 1354 офіцерів і солдатів. Рота ділилася на 6 взводів — 4 мушкетерські, до складу яких входили також і гренадери, та 2 пікінерські. Лейб-гвардійський піхотний полк був удвічі сильнішим за звичайний, маючи у своєму складі 1 гренадерський та 3 піхотні батальйони. Основною тактичною одиницею був батальйон, який на полі бою шикувався в колону з 6 шеренг (з інтервалами 2,2 м) і до 100 колон (з інтервалами 0,9 м). У центрі ставали пікінери, з двох боків яких прикривали мушкетери, а з самого краю стояли гренадери. Іншим способом шикування було поставити пікінерів по всій довжині фронту в центральних двох шеренгах. У битві піхота навчалася швидко зближуватися з ворогом і після двох мушкетних залпів (з 50 та 20 м) атакувати пікою, багнетом і палашем.
Кавалерія поділялася на кіннотників (рейтарів) і драгунів, озброєних важким кінним палашем завдовжки 95 см та двома пістолями. На додаток до цього кіннотники мали карабін, драгуни — короткий мушкет. Уніформа нічим не відрізнялася від піхотної за винятком важких кавалерійських чобіт. Кіннотники одягалися в сині мундири, драгуни — у сірі. Вершники організовувалися в полки, кожен із яких складався з 4 ескадронів (по 2 роти в кожному). Рота, що була основною адміністративною одиницею, налічувала 125 офіцерів і рядових. Два полки — лейб-гвардійський кінний і драгунський — складалися з 6 ескадронів. Зазвичай у бій полк ішов двома лініями по два ескадрони в кожній. Ескадрон шикувався у дві або три шеренги, у центрі першої ставав старший корнет ескадрону, а решта вершників тісно притулялася до нього коліно до коліна. Королівська кавалерія була навчена енергійно атакувати ворога з палашами в руках без попередньої вогневої підготовки.
Вся артилерія армії утворювала єдиний парк 3-, 6- та 12-фунтових гармат і 8-фунтових мортир. За нормальних умов на 1000 солдатів припадали 1-2 гармати, які в битві рівномірно розподілялися по піхотних полках армії або об'єднувалися в одній батареї.
Згідно зі звичаями епохи «лінійної тактики», на полі бою шведська армія шикувалася таким чином: одна-дві піхотні лінії в центрі та кіннота на крилах. Іноді виділявся резерв, що його розташовували за центром піхотної лінії.

### Початок війни
Восени 1699 року королі Фредерік IV Данський і Август II Сильний (за сумісництвом також курфюрст Саксонії) уклали таємний союз із метою покласти край шведській гегемонії в регіоні. Данський монарх бажав відібрати у шведів Сканію (область на схід від Копенгагена), яку його родина втратила 1658 року, а правитель Речі Посполитої та Саксонії мав плани збільшити свої володіння за рахунок Лівонії. Другою зацікавленою в поділі «шведської спадщини» особою був московський цар Петро I, який заявляв про свої права на Інгрію, Карелію, Ліфляндію та Естляндію — землі, втрачені у війнах зі шведами його попередниками. Вони хотіли скористатися з молодості шведського короля — 1699 року йому виповнилося лише сімнадцять — і недосвідченості Карла й склали простий план: данський король нападе на Шведську імперію з заходу, а поки шведи відбиватимуть атаку данців, московити з поляками завдадуть удару зі сходу. Проте всупереч плану першим проти шведського короля виступив Август, який у лютому 1700 року з саксонськими військами (7000) ввійшов до Ліфляндії та обложив Ригу. У березні того ж року данці (16 000) на чолі з Фрідріхом вступили на територію союзного шведам Гольштейну та здійснили облогу міста Теннінг.
Карл XII прийняв виклик і 4 серпня 1700 року з 5000 кінноти та 6000 піхоти вояків під прикриттям союзного шведсько-англо-голландського флоту висадився на Зеландії, створивши загрозу Копенгагену з півночі. Фрідріх IV був змушений укласти зі шведським королем мирний договір (18 серпня), за яким гарантував суверенітет Гольштейну, зобов'язався розірвати угоди з Річчю Посполитою та Московським царством, не розпочинати ворожих дій проти Шведської імперії в майбутньому та сплатити військову контрибуцію.

### Нарва
Уже на початку осені війну Шведській імперії оголосило Московське царство, війська якого вчинили облогу фортеці Нарва, що на сході Естляндії. Гарнізон Нарви налічував 450 солдатів і 800 ополченців. 6 жовтня король прибув зі своїми військами (8000 солдатів і 37 гармат) морем до Пернова (Пярну) з наміром напасти спочатку на саксонців. Одначе, дізнавшись про їхній відступ від Риги на Ковно (Каунас), він з армією в 11 000 виступив на допомогу Нарві. Дорогою шведи без бою пройшли через два дефіле, де їх було неважко заблокувати й затримати, але московити цього не зробили. Тільки біля третього під назвою Піхейоггі шлях армії перепинив московський заслон із 6000 вершників. Карл атакував його з двома ескадронами кавалерії і розігнав.

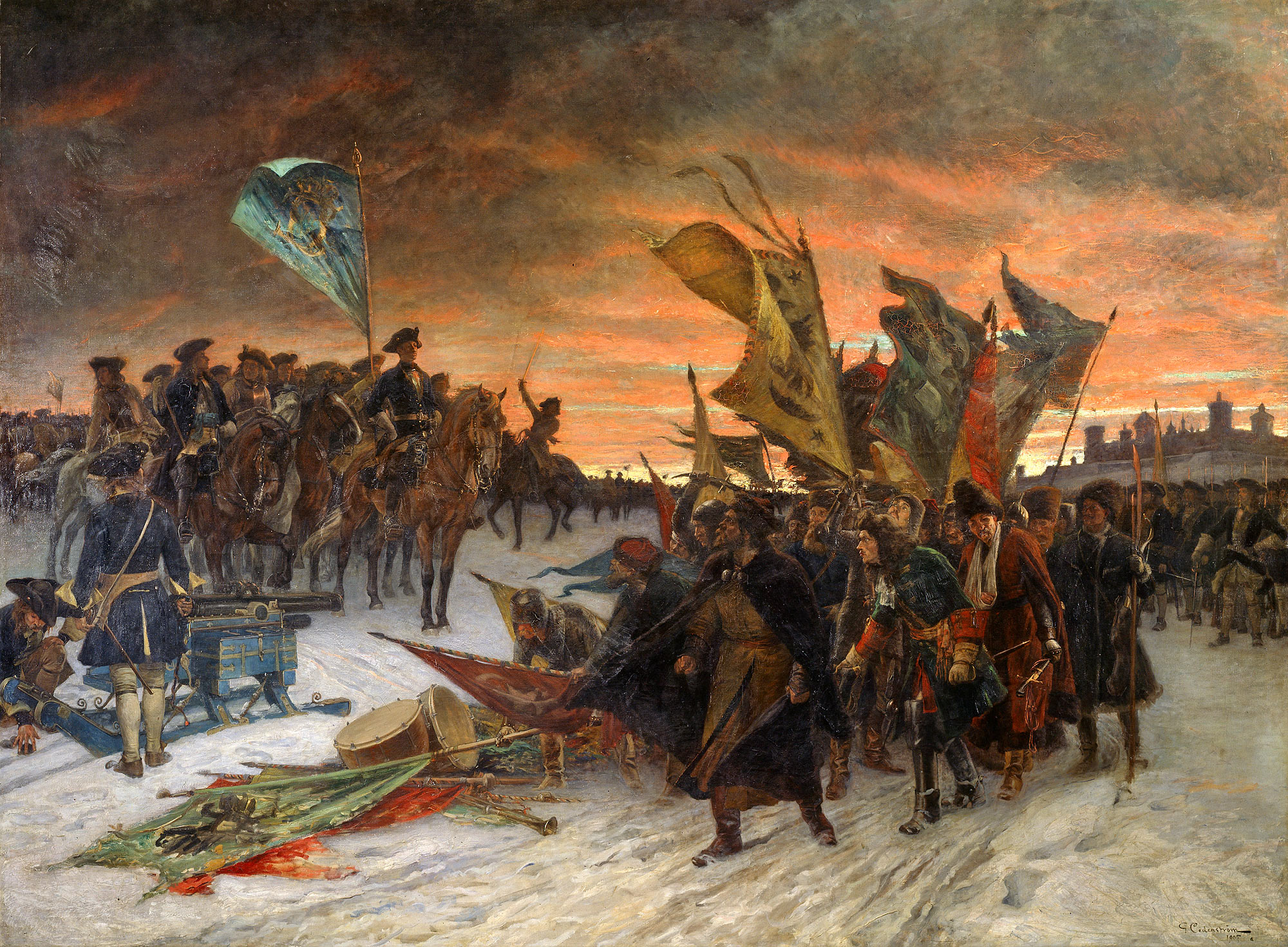
Густав Олаф Цедерстрьом. Перемога під Нарвою (1905)

Його невеличка армія 29 листопада дісталася села Лаген за 15 км від Нарви. Розташоване в укріпленнях московське військо налічувало 35 000 вояків при 173 гарматах. Шведи гадали, що московитів 80 000, проте чисельність противника не хвилювала Карла, який розпочав наступ під час снігового буревію 30 листопада, близько 2 години по обіду. «Час настав!» — звернувся до своїх солдатів Карл. — «У бурі за нашими спинами вони ніколи не побачать, як нас небагато.» Передавши головне командування генералу Реншильду, сам король став на чолі ескадрону драбантів на лівому фланзі. Шведська армія двома колонами (ліва під командуванням генерала Реншильда, права — генерала Веллінга) наблизилася до ворога на 50 м, і тільки тоді московити побачили, що їх атакують. Під прикриттям розташованої в центрі артилерійської батареї шведські солдати розрізали московську армії на дві частини. В тил московитам ударив гарнізон Нарви. За кілька годин склав зброю центр московської армії, а бій на флангах тривав до ночі. У цій битві Карл завдав московитам нищівної поразки, захопивши 145 гармат та 6000 полонених, у тому числі головнокомандувача, генерала-найманця герцога де Кроа. Близько 8000 московитів загинуло в бою або потонуло в річці Нарва. Загальні втрати шведів не перевищували 1900. Не маючи ради, що роботи з полоненими, Карл відпустив солдатів, але залишив офіцерів. Після Нарви Карл не повів наступ на Московське царство, оскільки вважав, що московити дістали добрий урок і неспроможні далі вести війну. Це рішення, як показала історія, мало фатальні наслідки і для короля, і для його країни. Розгром під Нарвою потряс царя Петра, і через тривалий час, оговтавшись від паніки і розпачу від ганебної поразки, він замислився про реформу в своїй армії.

### Проти Августа
Після поразки 20 липня 1701 року під Ригою саксонці очистили Ліфляндію та Курляндію. Залишивши в Прибалтиці 15 000 солдатів, у січні 1702-го шведський король випустив прокламацію про «узурпацію польської корони курфюстом Саксонським» та виступив на Варшаву, куди ввійшов 14 травня. Були скликані збори Варшавської конфедерації, що позбавили влади Августа II. Скинутий монарх спробував 9 липня оскаржити рішення зборів на полі бою біля Клішова (170 км на південь від Варшави), але безуспішно: шведи (16 300 вояків і 4 гармати) на чолі зі своїм королем розгромили польсько-саксонську армію (30 100 і 48 гармат). За три тижні Карл здобув Краків. Так у руках шведського короля опинилися спочатку столиця Польського королівства, а згодом і місто коронації його правителів. Август спробував укласти компромісний мир, одначе Карл не збирався йти на угоду з фактично розбитим противником.
Наступний, 1703 рік відзначився перемогою шведської кінноти під командуванням короля над саксонської кавалерією біля Пултуска (1 травня) та здобуттям фортеці Торн (Торунь) (14 жовтня), облога якої тривала шість місяців.
Навесні 1705 року на допомогу Августу II до Речі Посполитої прибула союзна московська армія під командуванням самого царя Петра (30 000). Московити увійшли до Вільно, примусивши відступити до Риги шведського генерала Левенгаупта. Московити з'єдналися з військом Августа II (10 000) у Гродно, де простояли до кінця осені. Карл, залишивши у Сілезії корпус під командуванням генерала Реншильда, виступив на Гродно. Не чекаючи на прибуття шведського короля, Петро I побоюючись шведів, від'їхав до Москви. Головнокомандувачем залишився Август. У січні 1706 Карл XII підступився до Гродно, але, не маючи облогової артилерії, не пішов на штурм, а вирішив блокувати союзників і став за 70 км вгору за течією Німану на правому березі. Август із кавалерію спромігся втекти з Гродно, пообіцявши фельдмаршалу Огільві, командувачу московських сил, повернутися із саксонською армією. Ще до нього до Мінська з московською кіннотою втік товариш московського царя, князь Меншиков. Саксонська армія під командуванням генерала Шуленбурга (19 000), якій призначено деблокувати корпус Огільві, до Гродно не дісталася, розбита шведами під командуванням генерала Реншильда (8000) під Фрауштадтом (13 лютого). Зрештою у березні московські війська вислизнули з Гродно в протилежному від розташування шведського табору напрямку на південний захід і через Білосток, Брест, Ковель прийшли на з'єднання з військами Меншикова біля Острога. Дізнавшись про рух московитів, Карл кинувся наздоганяти їх, одначе льодохід і водопілля уповільнили переслідування. Шведи не наздогнати московську армію і в Луцьку повернули на захід до Саксонії, щоб остаточно розбити Августа.
У серпні 1706 року Карл перейшов Віслу в західному напрямку та, діставшись саксонських земель, розташував свою головну квартиру в Альтранштадті неподалік від Лейпцига. Його присутність у центрі Європи в кризовий момент війни за іспанську спадщину (1701—1714) схвилювала всю західну дипломатію. Зокрема союзники по антифранцузькій коаліції відразу запідозрили, що Людовик XIV купив шведів, аби ті виступили на його боці. Негайно до замку в Альтранштадті з Гааги прибув Джон Черчилль, герцог Мальборо, з метою проникнути в плани шведського короля. Скоро він упевнився в тому, що Західній Європі немає чого боятися, і для випроваджування шведів з Німеччини додаткові грошові субсидії не знадобляться. 24 вересня 1706 Август II підписав з Карлом XII Альтранштадтський мир, згідно з яким Август відмовлявся від корони Речі Посполитої та будь-яких антишведських союзів. Перемога московської армії під командуванням князя Меншикова (32 000) над шведсько-польським корпусом генерала Мардефельда (27 000) під Калішом (29 жовтня) вже нічого не могла змінити у співвідношенні сил: Петро I залишився тепер сам на сам з Карлом XII.
Карл на 12 місяців затримався у Саксонії через спір з імператором Священної Римської імперії. Католицький віденський двір жорстоко поводився з протестантами Сілезії, порушуючи таким чином умови Оснабрюкського договору, одним з гарантів якого була Шведська імперія, і король Шведської імперії вимагав виконання договору в такому ультимативному тоні, що імператор почав готуватися до війни. Але тут на боці Карла в справу втрутилися союзники та наполягли на тому, аби імператор виконав усі вимоги короля, інакше він міг би спокуситися надати військову допомогу Франції. Водночас морські держави (Англія та Голландія) виступили гарантами виконання Альтранштадтського мирного договору.

### Московський похід
Нічого не заважало тепер Карлу рушити на Петра, який одначе не гаяв часу. Поки шведський король воював у Речі Посполитій і Саксонії, московський цар після катастрофи під Нарвою створив нову армію та повів рішучий наступ на шведські території в Інгрії та Прибалтиці, намагаючись відвоювати вихід до Балтійського моря й почати будівництво флоту. 1702 року фельдмаршал Шереметьєв завдав дві поразки генералу Шліппенбаху в Ліфляндії. У жовтні того ж року Петро здобув фортеці Нотебург (Шліссельбург), а в травні 1703 — Нієншанц. Прогнавши шведів з басейну Неви, у травні 1703-го в гирлі річки Петро заснував Петропавловську фортецю, що поклало початок Петербургу. Наступного року після тривалої облоги та кривавого штурму московити таки здобули Нарву. Попри всі успіхи на північному театрі бойових дій невдача під Гродно й вихід з війни Польщі—Саксонії поставили Петра у складне становище. Цар звернувся до Англії з проханням посередництва в мирних переговорах з Карлом, але войовничий швед заявив, що обговорюватиме умови миру тільки в Москві.
Новорічного дня 1708-го, залишивши 10 000 солдатів у Речі Посполитій для підтримки Станіслава, Карл по льоду перейшов Віслу. Шведська армія 7 лютого підійшла до Німану біля Гродно, збила московський заслон і захопила міст, по якому на східний берег король перевів 16 000 піхоти й 20 000 кінноти — найбільшою армією, якою йому колись доводилося командувати. Навесні Карл увійшов до Радашковичів (50 км на північний захід від Мінська), де шведська армія — без фуражу — простояла до початку літа. 14 липня Карл перейшов Березину й завдав поразки московському війську під Головчином. Напад короля був, як завжди, неочікуваним. Шведи (13 700 і 30 гармат) розрізали лінію московської армії (18 300 і 25 гармат) навпіл та примусили її відступити. Дорога до Дніпра була відкрита, але тут шведи зіткнулися з тактикою «випаленої землі», яку московити потім з успіхом застосовували до пізніших завойовників. Петро I наказав знищувати на шляху шведів усе — фураж, продукти, а жителям забирати майно й худобу та йти в ліси. Шведи потерпали від браку запасів. Карл вислав наказ генералу Левенгаупту, що був у Ризі, рухатися на з'єднання з ним до Могилева. Левенгаупт вийшов із Риги з 16 000 вояків і 7000 возами продовольства й боєприпасів. Не дочекавшись Левенгаупта, Карл у серпні покинув Могилів і рушив на Смоленськ. Аж тут московити в двох боях дали шведам відсіч, якої ті не чекали. Рано вранці 10 вересня біля села Доброє (на південь від Мстиславля) шведський авангард під командуванням генерала Рооса був атакований московською піхотою під командуванням князя Голіцина, і, хоча шведи не були розбиті, втрат зазнали істотних — 300 вбитих. За два тижні, 22 вересня, біля села Раєвкі (на північ від Мстиславля) стався бій між московськими драгунами і кінним полком, в атаку який вів сам король. Після бою під Раєвками Карл припинив рух на Смоленськ і повернув на Україну.
Ще під час свого перебування у Могилеві Карл прийняв посольство від гетьмана Лівобережної України Івана Мазепи. Колишній підданий Петра, Мазепа впав у московського государя в немилість і шукав способів звільнити Україну з-під влади Московського царства. Він пообіцяв шведському королю, що коли шведи повернуть на Україну, він підніме загальне повстання й збере армію в 50 000 вояків. Не дійшовши до Смоленська 50 км, Карл, попри поради своїх генералів, вирушив маршем на з'єднання з Мазепою, залишивши Левенгаупту наказ іти слідом. 21 вересня 1708 р. шведські полки на чолі з Карлом XII вступили на територію Лівобережної України біля села Дрокова Стародубського полку). Невдовзі до нього приєднався український гетьман.
Це рішення мало катастрофічні наслідки. Корпус Левенгаупта перехопив 9 жовтня біля Лісної «летючий корпус» під командуванням царя Петра. Московити завдали шведам поразки й захопили весь їхній обоз і артилерію, хоча сам генерал і 6000 солдатів пізніше спромоглися пробитися до головної шведської армії. Московити дізналися про заплановане повстання, і корпус під командування князя Меншикова захопив і спалив столицю Мазепи Батурин. Багато повстанців було вбито, росіяни захопили гетьманську скарбницю й військові запаси, забрали 300 гармат. Після бійні в Батурині Мазепа зміг зібрати тільки 3000 козаків.
Король залишився зимувати в Україні, все ще впевнений у своїх силах. Шведи розташувалися в районі Прилуки — Гадяч — Ромни — Лохвиця. Московити стали в районі Лебедин — Суми. Зима 1708/09 була лютою. Кажуть, що тієї зими було так холодно, що птахи замерзали в польоті. Карл XII опинився в скрутному становищі. Ніколи ще в своїй історії шведська армія не віддалялася так далеко від рідних земель. Відрізані від своїх баз, шведи страждали від холоду й браку продовольства, але не складали зброї. У цій критичній ситуації шведський король зробив відчайдушну спробу перехопити ініціативу й витіснити московитів з України. Першого удару шведи завдали в січні 1709-го в бік Білгорода, одначе невдовзі мали призупинити свій рух, зіткнувшись з фортецею Веприк, що лежала на їхньому шляху. Облога тривала десять днів, протягом яких шведи провели два безуспішні штурми, і московсько-український гарнізон капітулював тільки тоді, коли закінчився порох, а шведський король пообіцяв усім, хто складе зброю, життя. Ця облога коштувала Карлу близько 1000 вбитих і поранених. Новий наступ шведів у лютому 1709-го зупинився після бою під Красним Кутом, де Карл XII не зміг зламати опір московських драгунів під командуванням генерала Ренне. За кілька днів шведська армія залишила цей район і відступила за Ворсклу. Петро все ще мав надії на мирний кінець кампанії, отож Карл і далі приймав парламентерів з пропозиціями миру, що його основними умовами було передати Московському царству Карелію та басейн Неви в обмін на велику контрибуцію. У відповідь Карл вимагав сплати всіх воєнних витрат Шведської імперії як передумову початку мирних переговорів.

### Полтава
Навесні 1709 року Карл XII мав 23 000 солдатів, 2000 з них — хворі та поранені. Підбурені Мазепою, повстали запорізькі козаки, які вислали на допомогу Карлу війська та своїм повстанням відвернули увагу Петра. Проблему боєприпасів не було розв'язано, і Карл вирішив вчинити облогу Полтави, де, як він чекав, зберігалися великі запаси пороху та військової амуніції. Крім цього він, використовуючи Полтаву як базу своїх операцій, намагався створити загрозу півдню Московського царства та Воронежу — великій базі московської армії та флоту. Це могло втягнути у війну Османську імперію, зацікавлену в розділі південних земель Московського царства. У квітні шведські війська підійшли до Полтави. На пропозицію Карла здатися гарнізон (4200 солдатів і 2600 ополченців) відповів відмовою, і шведи почали облогу.
28 березня (8 квітня) 1709 р. у Великих Будищах Карл XII уклав з гетьманом і запорозьким кошовим отаманом Костем Гордієнком союзний договір. У ньому Запорозька Січ приєдналося до гетьмансько-шведського союзу, а шведський король зобов'язався не укладати мирової угоди з царем московським, доки не визволить з-під московської влади Україну й Запоріжжя.
Наприкінці травня до Полтави підійшла московська армія Петра I (47 000 вояків і 72 гармати). У цей час у Карла було близько 31 000 солдатів, серед них тільки 19 000 шведів, а решта — волоські гусари (1000) та українські козаки (11 000). Шведи мали 32 гармати, але майже не мали пороху. 17 червня під час розвідки московських позицій шведський король був поранений у ногу московською кулею. Прикутий до носилок і неспроможний особисто, як раніше, вести армію в бій, він передав командування фельдмаршалу Реншильду. 1 липня Петро перейшов Ворсклу та звів укріплений табір біля села Семенівка за 8 км вгору за течією від обложеного міста. Карл ігнорував присутність великої московської армії і 3 липня зробив нову спробу здобути Полтаву штурмом, але зазнав невдачі. 6 липня московити просунулися ближче до шведів і звели укріплений табір біля села Яковці за 5 км від шведів. Перед своїм табором московити почали будувати редути: 6 редутів поперек поляни між лісами біля Яковців і ще 4 перпендикулярно лінії з перших 6 редутів. 7 липня Карл зібрав військову раду, на якій було вирішено наступного ранку атакувати московитів. На раді Левенгаупт просив короля зняти облогу, але Карл відмовився, залишивши мало не половину своєї армії стерегти Полтаву й табір. До бою стали тільки 16 000 шведів і 1000 валахів. Через брак пороху солдати мали атакувати з багнетами, а вогневу підтримку забезпечували лише 4 гармати. Карл розраховував на комбінацію швидкості й натиску, яка примусить московитів відступити, вносячи сум'яття в їхні ряди.
8 липня, приблизно о 5 годині ранку шведські війська під командуванням Реншильда 4 колонами піхоти та 6 колонами кінноти рушили на московитів. Карл наказав не штурмувати редути, а без затримки рухатися на головну московську армію, що і вдалося лівому крилу (піхота генералів Спарре та Штакельберґа), на якому в супроводі загону гвардійської кавалерії перебував сам король на ношах. За редутами стояла кіннота під командуванням Меншикова. Почався кінний бій, який тривав до підходу шведської піхоти. Пройшовши крізь редути, шведська армія своїм правим крилом підпала під перехресний вогонь з російського укріпленого табору й відхлинула наліво, де приведення її до ладу та повернення перпендикулярно фронту первісного наступу затримало шведів. Праве ж крило шведів під командуванням генералів Рооса та Лагеркрона взагалі не пройшло крізь редути, відокремилося від основних сил і було атаковано водночас кіннотою Меншикова з фронту й гарнізоном Полтави з тилу.

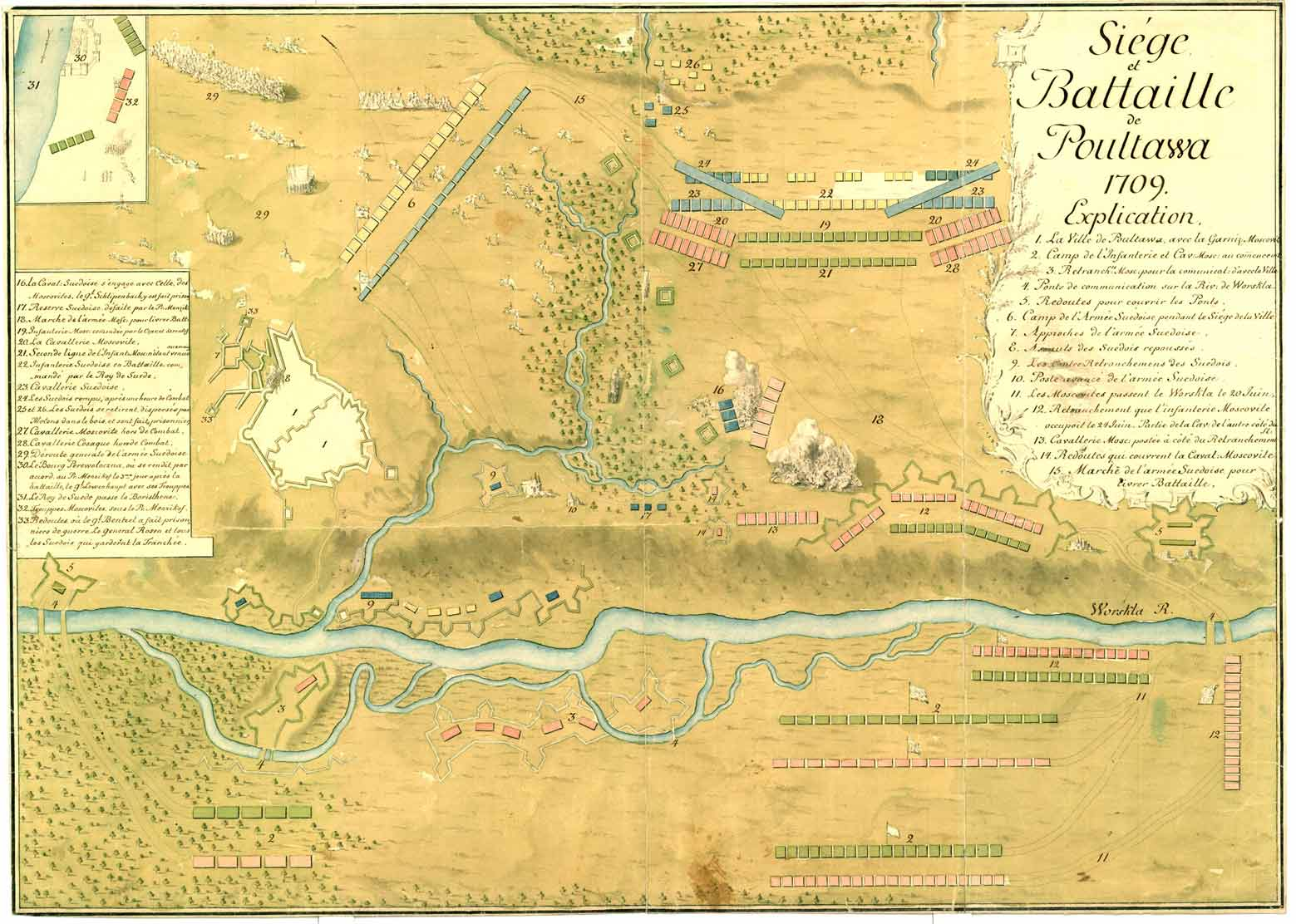
Полтавська битва (старовинна карта)

Сприятливий розвиток битви дав змогу Петру ризикнути вивести армію з табору та прийняти бій. Московити стали двома лініями: піхотою (42 батальйони) в центрі й драгунами (85 ескадронів) на флангах. Цій масі Карл зміг протиставити лише одну лінію (10 батальйонів піхоти й 52 ескадрони кінноти). 4000 шведських піхотинців стали проти 22 000 московських. О 9 годині шведи пішли в наступ. Незважаючи на нерівність сил, вони спромоглися потіснити центр і лівий фланг московської першої лінії, але контратака піхоти другої лінії та успіх московської кінноти на флангах вирішили справу. Чисельна перевага відіграла свою роль, і близько 11 години шведи почали спочатку відступати, а потім бігти до свого табору.

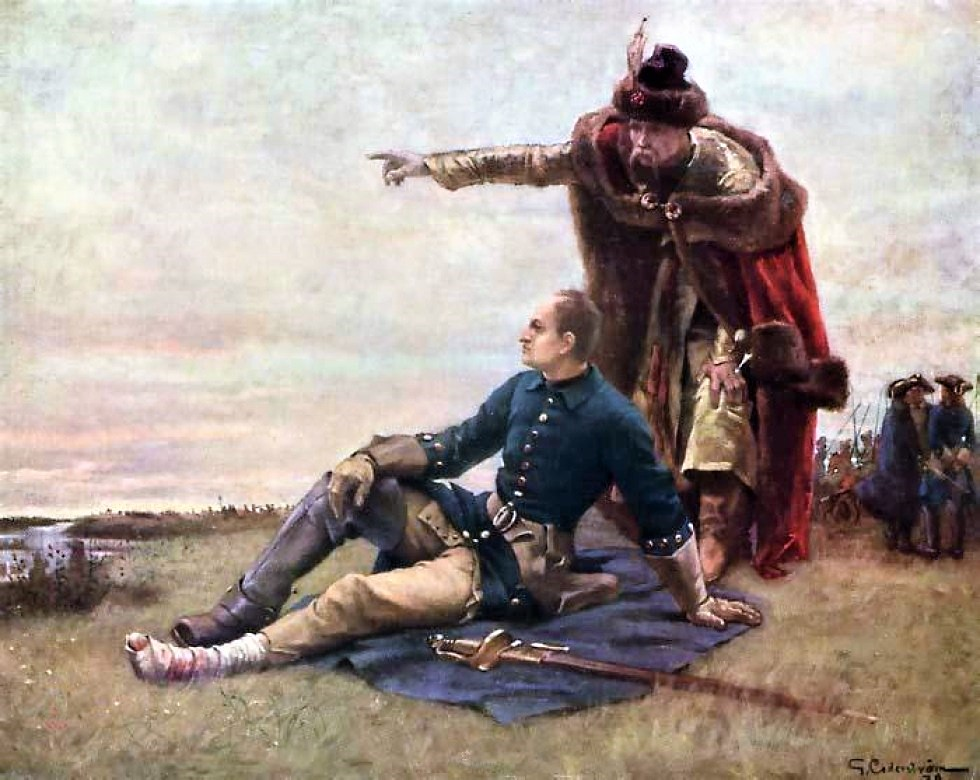
Густаф Улоф Цедерстрем. Карл XII та Іван Мазепа на Дніпрі після Полтави

Хоча поразка була страшною, коли Карл XII зібрав залишки армії біля Полтави, він з'ясував, що все ще має 16 000 солдатів. Король вирішив відступати на південь, сподіваючись дістатися османських земель і звідти повернутися до Речі Посполитої. Капітуляція була неможлива. Проте, коли його армія прибула до Переволочної на Дніпрі, човнів для переправи на той берег на всіх не вистачало. Було прийнято рішення, що Карл та Мазепа переправляться з близько 2.000 солдатами, а решта армії під проводом генерала Левенгаупта продовжить свій рух на південь до Очакова. Але наступного після переправи короля дня, 11 липня шведська армія була атакована московським корпусом у 9000 драгун і гвардійців, висланим за шведами, що відступали. У Левенгаупта, який досі так хоробро бився, схоже, не витримали нерви, і він здав московитам своє набагато чисельніше військо в 13 500 вояків.

### Після Полтави
Карл дістався-таки османської території, де знайшов теплий прийом. Він розташував свій табір під містом Бендери на Дністрі. Без армії, щоб вести далі війну, шведський король замість шаблі взяв до рук перо. Вперше у житті він був примушений вдатися до дипломатії. І не без успіху: він добився відставки кількох промосковськи настроєних великих візирів; за його підбуренням Порта 1711-го оголосила Московському царству війну, під час якої Петро I з усією російською армією та зі своєю свитою в період Прутського походу попав в оточення кримських татар та турків та уникнув полону тільки завдяки зраді турецького візира — Балтаджи Мехмед-паши — та укладення Прутського миру шляхом підкупу візира. Наступного дня в турецький табір прибув Карл XII, накинувся на візира з гнівними докорами і звинуваченнями в продажності. Шведський король переконував Мехмед-пашу дати йому 30 тисяч солдатів і клявся, що до вечора призведе Петра з мотузкою на шиї. Але візир, підкуплений росіянами, відмовив Карлу. Девлет II Ґерай, який оточив Петра I, незабаром зажадав від султана страти візира. Візир Балтаджи Мехмед-паша був страчений, і його голова була послана хану, але це вже не змінювало ситуації. Зрада візира стала поворотною точкою в Північній війні, яку Росія в підсумку виграла, ставши імперією.
Також результатом дипломатичних зусиль Карла був спільній похід гетьмана Пилипа Орлика, поляків та кримських татар на Правобережну Україну з метою відновлення гетьманської влади, який, на жаль, закінчився поразкою гетьмана.
Карл був невдоволений тим, що Петро повернувся з Прутського походу цілим, і королівські підбурення призвели ще до двох оголошень війни, але з обох нічого не вийшло. Згодом Карл почав дратувати султана Ахмеда III, і той наказав взяти шведа під варту. 12 лютого 1713-го османи атакували його табір і посадили Карла під «домашній арешт». Після підписання Московським царством і Османською імперією Адріанопольського миру Карлові нічого не лишилося, як поїхати. У вересні 1714 року він з 1500 вершниками залишив свій табір і вирушив до Померанії. На австрійському кордоні він залишив свій супровід з наказом приєднатися до нього в Штральзунді, а сам з одним ад'ютантом вирушив до Померанії інкогніто. 22 листопада опівночі він прибув до воріт Штральзунда.
У листопаді 1714 р. Штральзунд та інший порт — Вісмар — було єдине, що залишилися від шведських володінь у Німеччині: Данія-Норвегія окупувала Бремен і Гольштайн, Пруссія — Щецин. Крім того, до антишведської коаліції повернулася Саксонія та приєднався Ганновер. Штральзунд був важливим портом, його охороняв гарнізон до 15 000 вояків, яких Карл збирався використати для війни в Німеччині. У цей час шведський король мав кілька можливостей укласти почесний мир, але відкинув їх усі, не збираючись іти на поступки своїм противникам. 12 листопада 1715-го на острові Рюген, що навпроти міста, висадився перший ешелон (12 000) експедиційного корпусу Данії, Саксонії та Пруссії, що мав на меті захопити Рюген, організувати ближню блокаду Штральзунда, потім захопити і його. Спроба Карла XII невеликими силами (2000) розбити десант зазнала невдачі. Після місячної блокади Штральзунд опинився під загрозою здобуття його союзниками. 22 грудня король залишив фортецю, а за два дні гарнізон капітулював. Після 14-річної відсутності Карл повернувся на землю Шведської імперії.

### Норвегія

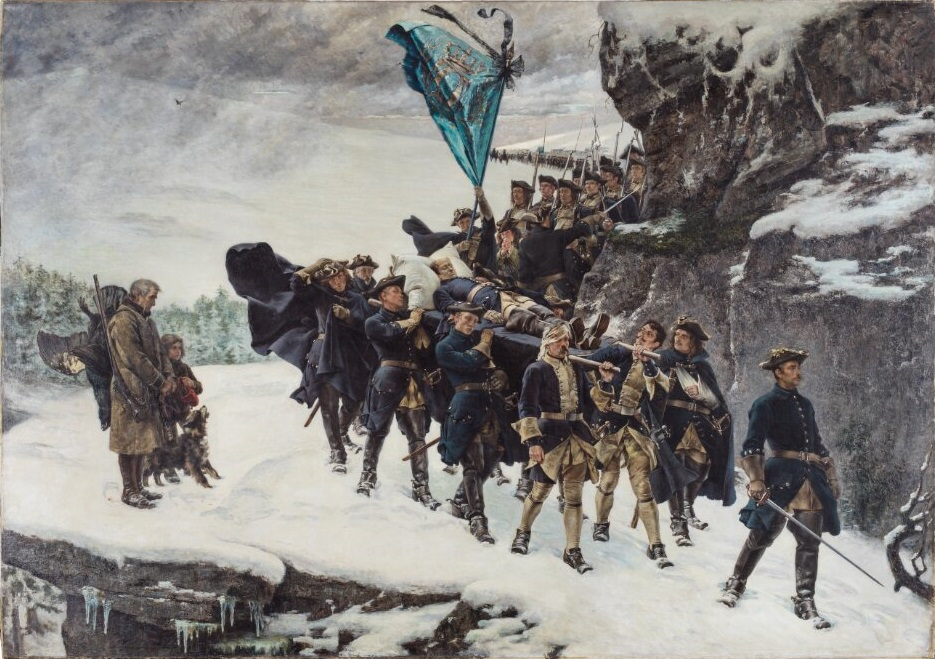
Ґустав Седерстрем. Повернення тіла короля Карла XII на Батьківщину (1884)

Шведський король дуже швидко зібрав нове військо (20 000). Тепер його непокоїла оборона власне Шведської імперії. Він розсудив, що найліпшим способом оборони є напад, і наступ на Норвегію триматиме ворогів на відстані. Він вважав, що для вторгнення в Шведську імперію союзникам не обійтися без Данії, а нападом на Норвегію, тодішню територію Данського королівства, Карл намагався відволікти Данію від активних дій на інших напрямках і, можливо, навіть вивести Данію з коаліції. Норвезька кампанія почалася в лютому 1716 року. Норвезький уряд покинув столицю Христианію (Осло), що її шведи в березні зайняли. Проте брак припасів примусив Карла у квітні покинути місто й пересунутися ближче до узбережжя. Він обложив порт Фредріксгалл, чекаючи на шведські кораблі з припасами. Але шведський флот не зміг перехопити в данців контроль над морем, і в червні армія почала відступ. Під час першої норвезької кампанії Карл втратив майже 5 000 вояків і повернувся до Шведської імперії без перемоги над Данією, але його напад на Норвегію примусив антишведську коаліцію відкласти вторгнення у Шведську імперію на пізніший час.

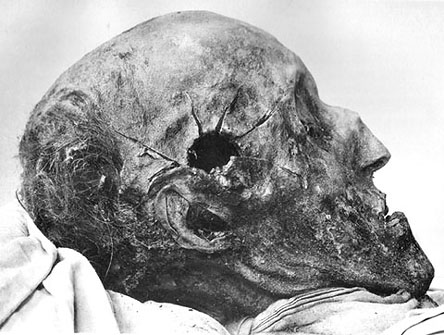
Муміфіковані останки, 1916 (добре видно отвір від кулі в голові)

Після повернення з Норвегії Карл розквартирувався в Лунді, у Південній Швеції, і намагався полегшити військові зусилля за допомогою дипломатичних хитрощів — пробував посіяти ворожнечу серед союзників з метою укласти мир принаймні з одним з них. Аби зайняти міцну позицію на майбутніх мирних переговорах, йому була потрібна велика перемога. Карл використав 1717—1718 роки для відновлення сил і, замість дати війні потроху вщухнути, на жовтень 1718 запланував новий наступ на Фредріксгалл. Наступати мали через невеличку фортецю Фредрікстен, що панувала над місцевістю. Війська просувалися повільно й окопалися навколо Фредріхстена тільки наприкінці листопада. 11 грудня приблизно о 8 годині вечора Карл інспектував закладення нової траншеї, що проходила за 200 м від фортечних мурів. На фортеці горіли смолоскипи й багаття, що давали трохи світла. Лунали поодинокі постріли. Карл підвівся над бруствером, щоб оглянути шанцеві роботи, і цієї миті куля влучила йому в голову, у ліву частину. Карл упав із драбини й помер на місці. Йому було 36 років.

Посмертна маска Карла XII, відлита 1930 р.

Тривалий час поширювалися чутки, що Карл загинув не від данської кулі, а від шведської. Після смерті короля шведський опір ослаб і війна фактично закінчилася. 1721 року був укладений Ніштадський мир, за яким Шведська імперія втратила свої коронні території в Німеччині й Прибалтиці та назавжди зникла як європейська наддержава. У балтійському регіоні її місце заступили Королівство Пруссія й Московське царство.

## Оцінка

### Карл XII як полководець
На відміну від своїх противників Шведська імперія не мала у Північній війні позитивних цілей. Шведська імперія обороняла свої території у Центральній та Східній Європі від зазіхань з боку Данії-Норвегії, Речі Посполитої, Московського царства, а пізніше Королівства Пруссія та Ганноверу. Себто для шведів війна мала характер оборонної. Попри це король шведів не мав намірів відсиджуватися у фортецях Померанії чи за природним фортечним ровом — Балтійським морем, а сам повів наступ на ворогів. Під час цієї тривалої війни (найтривалішої європейської війни XVIII ст.) він продемонстрував володіння всіма можливими на той час способами ведення бойових дій: морський десант (Зеландія), польова битва (Клішов, Пултуск, Полтава), маневрування з виходом на комунікації противника (Гродно), деблокування обложеної фортеці (Нарва), облога фортеці (Торн, Полтава, Фредрікстен), оборона фортеці (Штральзунд). Хай не всі його воєнні операції були вдалими, при критичному розгляді їх — особливо при аналізі поразок — слід мати на увазі, що в жодній з своїх битв він не мав чисельної переваги над ворогом. У битвах Карла з його супротивниками співвідношення сил варіювалося від 1:1 (Головчин) до 1:6 (Штральзунд) на користь останніх. Тут варто зазначити, що численні перемоги шведської армії пояснюються не тільки військовим талантом шведського короля, але й вправністю шведських солдатів, що їх навчанню — особливо кавалеристів — він приділяв велику увагу.
Військову тактику Карла XII історики описували і як «сміливу», і як «безумну». Для розуміння способу його дій, слід зважати на те, що Карл XII був кавалерійським командиром, і ця його риса визначала спосіб ведення бою. Фактично всі битви Карла — й виграні, й програні — це великі кавалерійські атаки (в яких бере участь і піхота). Своїм успіхам під Нарвою та Клішовим король завдячує тактиці шаленого натиску, покликаного першим же і, якщо це можливо, неочікуваним ударом зламати опір ворога, відкинути з позицій і поставити перед вибором — тікати або капітулювати. У двох програних ним битвах ця тактика не принесла успіху. На те були об'єктивні причини. Біля Полтави він зіткнувся з царем Петром I, противником, який, розуміючи силу шведської армії та слабкість власних недосвідчених солдатів, вирішив виснажити шведських вояків до рішучого зіткнення в лінійному бою, і щоб напасти на головні сили московитів, шведи були змушені спочатку пройти крізь московські редути. Під час бою за редути армія розладилася, а частина солдатів взагалі не дісталася призначеного місця. Тоді кількісна перевага московитів вирішила долю бою перед табором московської армії. Під Штральзундом Карл мав замало сил для перемоги над ворогом, що, як і під Полтавою, перебував під захистом укріплень.
Напевне, не буде перебільшенням сказати, що Карл недооцінював значення артилерії на полі бою. Впевненість короля в бойовій майстерності своїх вершників і піхотинців була такою великою, що він нехтував вогневою міццю артилерії і покладався майже виключно на шпагу й багнет. Тільки під Нарвою він організував центральну артилерійську батарею з усіх наявних гармат. У двох своїх найбільших битвах — біля Клішова та Полтави — він ішов у бій лише з 4 гарматами. Це при тому, що в шведських арміях на день битви не бракувало ні гармат, ні пороху. Це хибне ставлення до артилерії у другій битві коштувало дуже дорого.
Якщо прийняти точку зору, висловлену німецьким істориком Гансом Дельбрюком (1848—1929) в його головному творі «Історії військового мистецтва» (4 тт., 1900—1920), що полководці поділяються на стратегів трощіння і стратегів зморювання, Карл XII безсумнівно був взірцевим практиком стратегії трощіння. Всі його військові кампанії (за винятком двох походів у Норвегію 1716 та 1718) проводилися швидко й рішучо, так, що вся справа вирішувалася в одній генеральній битві.
Стратегічно — і це за сорок років до Фрідріха II «Великого» (1712—1786) — Карл XII намагався діяти на внутрішніх лініях, не даючи своїм противникам об'єднати сили й розбиваючи їхні поодинці. Щоправда, його історія не знає прикладу такої блискавичної кампанії, як у прусського короля, коли той за один місяць розбив дві ворожі армії на протилежних кінцях Пруссії — французів і австрійців під Россбахом (5 листопада 1757) і австрійців під Льойтеном (5 грудня 1757).
Шведський король був єдиним полководцем серед своїх великих сучасників, хто наважився на вторгнення в глиб території противника. Приміром, під час Війни за іспанську спадщину ні герцог Мальборо (1650—1722), ні принц Євген (1663—1735) не зробили жодної спроби наступу на Париж і тільки маневрували по «нічийній землі» Фландрії, Південної Німеччини та Північної Італії. На противагу їм Карл XII дістався дуже близько до столиць своїх противників або входив до них — Копенгагена (1700), Варшави (1702), Дрездена (1706). Тільки колишня столиця Московського царства Москва залишилася для нього недосяжним призом. Після Карла до активних дій такого масштабу з глибоким вторгненням на територію ворога ще впродовж ста років ніхто не вдавався. Наступним після нього став Наполеон I (1769—1821).
Хоча Карл нехтував власним життям, він ощадливо ставився до своєї армії та її особового складу. Це можна побачити на прикладі московського походу. На початку походу на Москву на переправі через Німан у Гродно (січень 1708) король мав армію у 36 000 шведів і валахів. Після 1400-кілометрового маршу, під Полтавою (липень 1709), для рішучого бою він все ще мав 14 000 з тих, з ким він починав похід (без урахування 6000 поповнення, приведеного Левенгауптом), себто 39 % первісного складу. Середні втрати за 17 місяців (515 днів) походу становили таким чином 43 вояки на день. Бачимо, що король спромігся зберегти значні сили, незважаючи на люту зиму 1708/1709 та ізоляцію від своїх магазинів і джерел поповнення живою силою. Для порівняння, коли 1812 року Наполеон вирушив у похід на Москву, він переправився через Німан 24 червня з армією у 444 000 вояків. Якщо відняти від них 83 000 флангових корпусів Макдональда, Шварценберга та Реньє, що діяли окремо від Наполеона, отримаємо 361 000 головної армії. 7 вересня для генеральної битви з росіянами на Бородінському полі імператор французів мав 135 000, себто 37 % первісної чисельності головної армії. За 2½ місяці (75 днів) походу втрати становили 3013 солдатів на день.

### Пірр, Річард, Карл
Німецький філософ Георг Гегель (1770—1831) зауважив десь, що всі великі події й особи з'являються на всесвітньо-історичній сцені, так би мовити, двічі. Карл XII теж мав своє «перше видання» і навіть не одне. Доля шведського короля дивним чином нагадує долі двох інших монархів з двох різних історичних епох: Пірра (319—272 до н. е.), відомого своїми «Пірровими перемогами» царя Епіру, та Річарда I (1157—1199), славнозвісного хрестоносця з прізвиськом «Левове Серце». Всі троє, переживши численні військові походи та великі битви (щоправда, часто невдалі для них, і це теж їх об'єднує), загинули при штурмі чи облозі незначних, другорядних захисних пунктів. Більшість життя провівши за кордоном, усі вони за кордоном знайшли свою смерть. Причому смерть Пірра можна вважати найбезглуздішою, якщо не курйозною. Після двадцяти років кампаній проти Македонії, Риму та Карфагену та переважно перемог (нехай і тактичних, «Піррових»), епірота вбили у нічній сутичці на вулиці міста Аргос, куди його запросила одна зі сторін громадянського конфлікту. За Плутархом, Пірр знепритомнів від удару черепиці, скинутої з даху місцевою жінкою, і вороги відрубали йому голову. Річард, один з ватажків третього хрестового походу, завойовник Кіпру та боєць багатьох лицарських турнірів, помер від гангрени. Під час осади маленького замку Шаль-Шаброль, що в Лімузені (центральна Франція), він оглядав саперні роботи, коли в його ліве плече влучила стріла. Операція з її видалення була неуспішною, і за десять днів британського короля не стало.
Попри всі схожості є одна річ, що таки відрізняє шведського короля від його «предтеч». Якщо смерть Пірра й Річарда їхні піддані — крім членів панівної верхівки — не помітили, то передчасну смерть Карла оплакувала вся країна. Парадоксально, але державець, що скінчив страшною катастрофою для себе і для країни, був відомий останньому селянинові, та його не забувають досі. Сталося це, напевне, через те, що тоді як армії і його сучасників, і його «предтеч» були здебільшого арміями професійних найманців, війська Карла XII були національними. Ті, що пережили війну й повернулися до своїх домівок, розповідали своїм дітям і онукам про повне пригод і звитяг життя їхнього нещасного, але від того ще більше шанованого короля, і так створили справжнього національного героя.

## Вшанування пам'яті в Україні
Незважаючи на видатну роль Карла XII у боротьбі за незалежність України, його вшанування в ній цій ролі не відповідає. Лише 11 вересня 2008 року пам'ятник на честь нього і гетьмана Івана Мазепи було встановлено у селі Дігтярівка Чернігівської області, де 30 жовтня 1708 року відбулася їхня зустріч.
У селі Тахтаулове Полтавської області провулок Першотравневий перейменували на провулок Короля Карла XII.

## Галерея

Погруддя Карла XII у віці 16 років. Будинок Полтавського губернського земстваПогруддя Карла XII у віці 16 років. Будинок Полтавського губернського земства
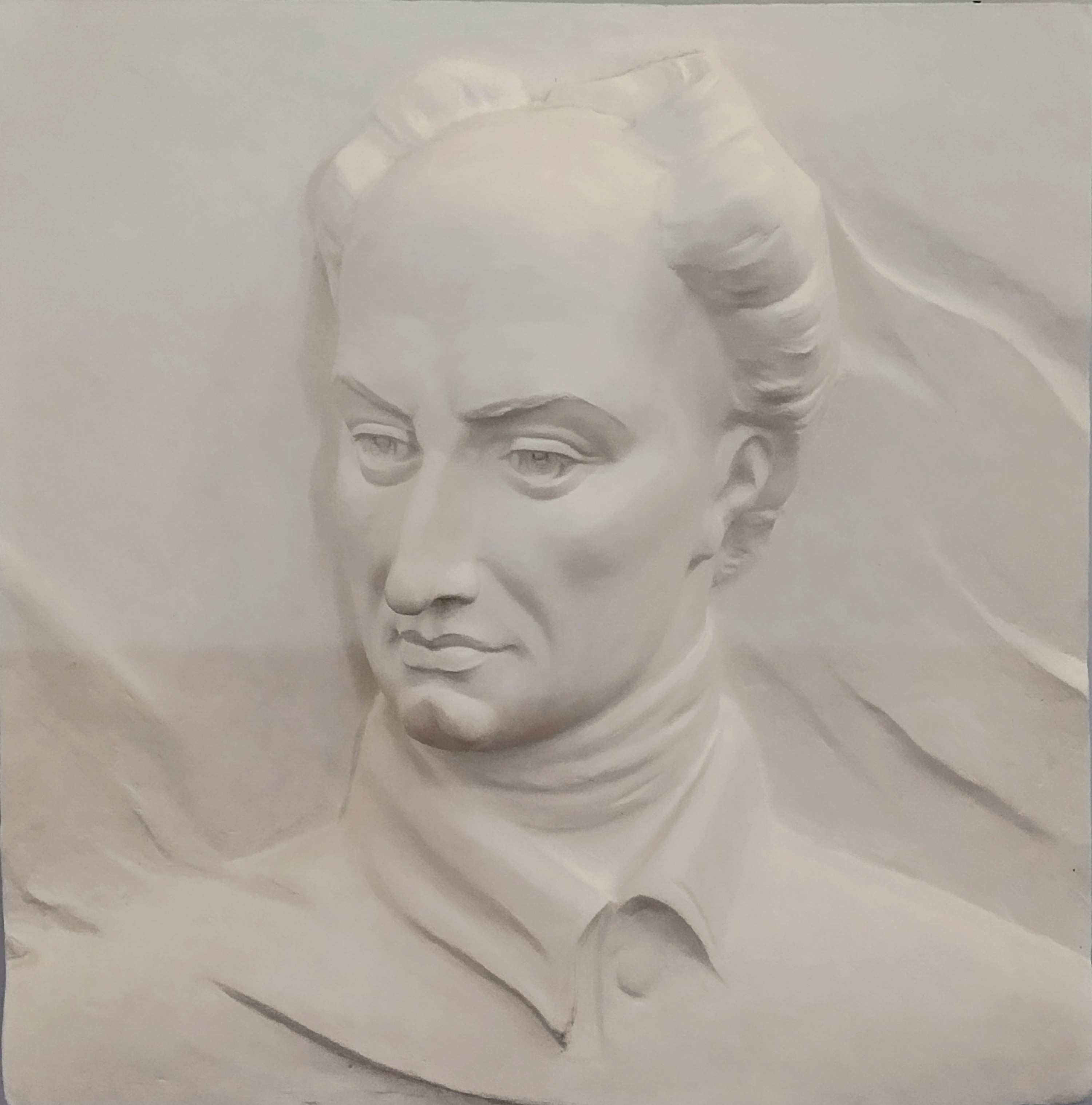
Барельєф Карла XII. Скульптор В.Білоус, XX ст., гіпс. Музей історії Полтавської битви
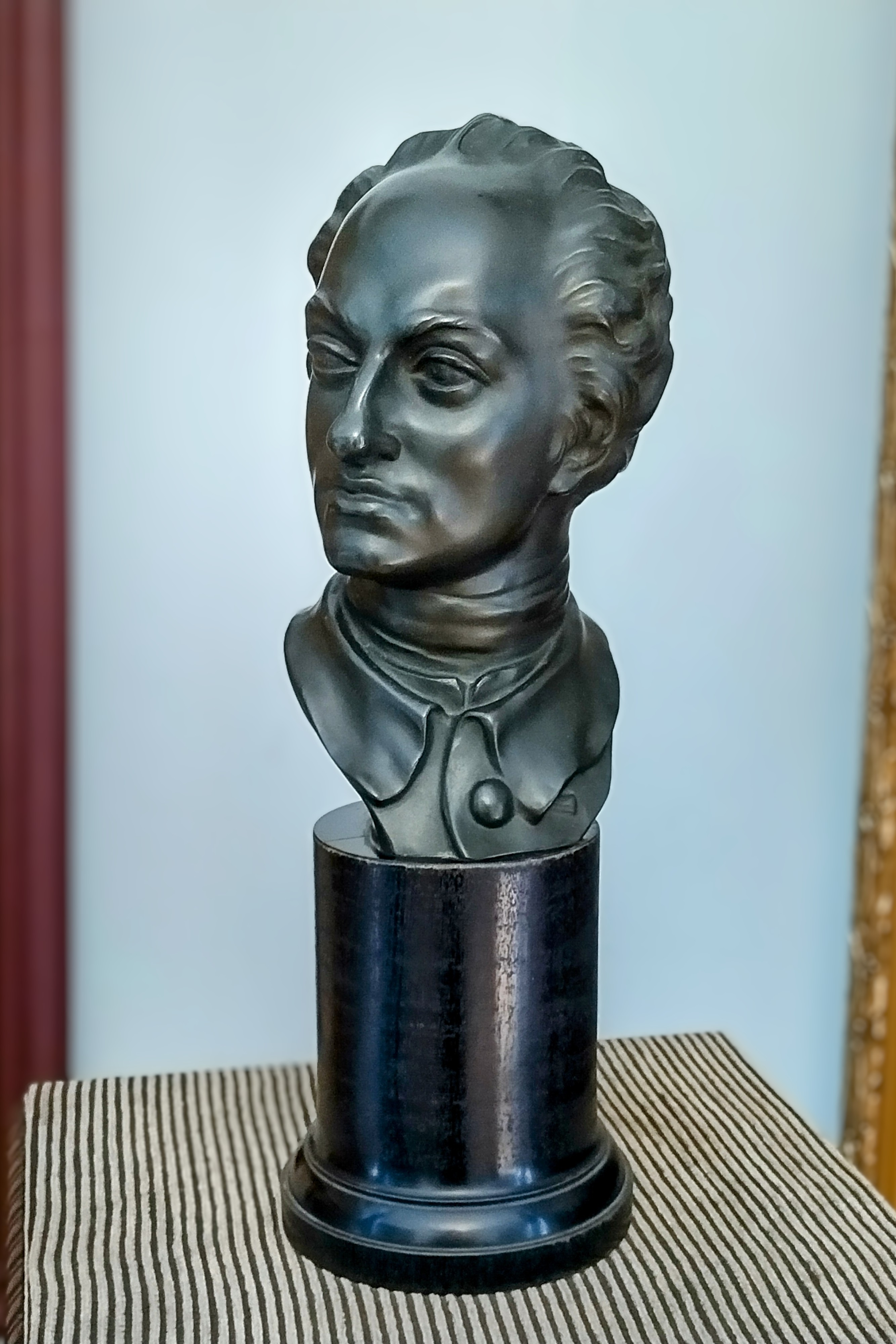
Погруддя Карла XII. Музей історії Полтавської битви
Пам'ятник на честь Івана Мазепи і Карла XII у Дігтярівці

### Історична література
- (рос.)Александр Беспалов. Карл XII и шведская армия. Путь от Копенгагена до Переволочной. 1700—1709. — М.: «Рейтар», 1998.
- (рос.)Александр Беспалов. Битвы Северной войны. — М.: «Рейтар», 2005.
- (рос.)Александр Беспалов. Головчинский урок, 3/4 июля 1708 г. // «Воин» (Самара). — № 8 (2002). — С. 22-26; — № 9 (2002). — С. 21-23.
- (рос.)Генрих Отто Ричард Брикс. Примечания к «Истории конницы» Денисона. — М.: «АСТ», 2001. — С. 150—159 (Глава XVIII. Шведская конница при Карле XII).
- (рос.)Борис Григорьев. Карл XII, или Пять пуль для короля. — М.: «Молодая гвардия», 2006.
- (рос.)Ганс Дельбрюк. История военного искусства в рамках политической истории. Том 4. Новое время. — Санкт-Петербург: «Наука», 2001. — С. 244—245 (Карл XII).
- Дмитро Донцов. Похід Карла XII на Україну. — Лондон: Видавництво Союзу українців у Великій Британії, 1955.
- В. В. Станіславський. Карл XII [Архівовано 17 серпня 2016 у Wayback Machine.] // Енциклопедія історії України : у 10 т. / редкол.: В. А. Смолій (голова) та ін. ; Інститут історії України НАН України. — К. : Наукова думка, 2007. — Т. 4 : Ка — Ком. — С. 112. — ISBN 978-966-00-0692-8.
- (рос.)Евгений Тарле. Северная война и шведское нашествие на Россию. — М.: Издательство Академии Наук СССР, 1959.
- (рос.)Сергей Цветков. Карл XII. Последний викинг. 1682—1718 — М.: «Центрполиграф», 2005.
- (рос.)Альфред Штенцель. История войн на море. Том 2. — М.: «ЭКСМО», 2002. — С. 272—326 (Глава VII. Велика Северная война 1700—1721 гг.).
- (англ.)Robert Nisbet Bain. Charles XII and the Collapse of the Swedish Empire, 1682—1719 (New York, 1895).
- (англ.)Oscar Browning. Charles XII of Sweden (London, 1899).
- (англ.)Edward S. Creasy. The Fifteen Decisive Battles of the World: From Marathon to Waterloo. New York: Harper & Brothers Publishers, 1863. Pp. 289—302 (Chapter XII. Battle of Pultowa).
- (англ.)George T. Denison. A History of Cavalry: From the Earliest Times, with Lessons for the Future. London: Macmillan & Co., 1877. Pp. 300—303 (Chapter XVII. Charles XII. and his Cavalry.—Battle of Pultowa).
- (швед.)Peter Englund. Poltava. Berattelsen om en armés undergång (Stockholm: Atlantis, 1988).
- (англ.)J. F. C. Fuller. A Military History of the Western World. Vol. II: From the Defeat of the Spanish Armada to the Battle of Waterloo. Cambridge: Da Capo Press, 1987. Pp. 161—186 (The Battle of Poltava, 1709).
- (нім.)Otto Haintz. König Karl XII. von Schweden. 3 Bände. Berlin: Walter De Gruyter & Co., 1957.
- (англ.)Ragnhild Hatton. Charles XII of Sweden (London: Weidenfeld and Nicolson, 1968).
- (англ.)Charles King. Famous and Decisive Battles of the World. Philadelphia: P. W. Ziegler Co., 1905. Pp. 288—307 (Narva 1700. Pultowa 1709).
- (англ.)Angus Konstam. Poltava 1709: Russia Comes of Ages. London: Osprey, 1994.
- Bengt Liljegren. Karl XII: en biografi (Stockholm: Historiska media, 2000)
- Voltaire. Histoire de Charles XII, Roi de Suède (1731).

### Художня література
- Райнер Марія Рільке. Карло XII-ий, король шведський, мчить по Україні // «Вісник» (Львів). — 1934. — Річник 11. — Том II. — Кн. 4. — С. 248—250.